# Cuniculitremaceae
Die Cuniculitremaceae sind eine Familie innerhalb der Ordnung der Zitterlingsartigen (Tremellales). Die Typusgattung ist Cuniculitrema R. Kirschner & J. P. Sampaio. Dies ist die einzige Familie innerhalb der tremelloiden Heterobasidiomyceten, die Anamorphe besitzt, die Konidien auf Synnema-ähnlichen Strukturen bildet und keine erkennbaren Fruchtkörper besitzt. Molekularbiologische Daten bestätigen die Abgrenzung als eigenständige Familie.

## Merkmale
Die Vertreter der Familie bilden keine Fruchtkörper aus. Die Hyphen sind hyalin, die Septen haben Doliporen, so bezeichnet man die Tüpfel der Hyphenquerwände bei den Basidiomyceten (Ständerpilzen), und bilden Schnallen aus. Die Haustorien bestehen aus schmalen, dünnwandigen, manchmal verzweigten, hyphenähnlichen Strukturen, die aus einer angeschwollenen Basis herauswachsen. Die Basidien sind mehr oder weniger kugelig und bilden Längssepten aus. Sie werden nicht in Ketten gebildet und bilden stark verlängerte Sterigmen aus. Die Basidiosporen sind allantoid (würstchenförmig), hyalin und dünnwandig. Sie sind nicht septiert und keimen unter Bildung von Sekundärsporen aus. Die konidiogenen Zellen werden in Clustern auf schlanken Hyphen gebildet, manchmal auch auf hyphalen Anschwellungen, die eine ellipsoidide, sterile Basis und einen septierten, fertilen apikalen Teil besitzen. Die Konidien sind mehr oder weniger kugelig, hyalin und dünnwandig, glatt und unsepiert. Ein sekunderes, anamorphes Stadium bildet einzelne, konidiogene Zellen auf septierten Hyphen, aus der ein oder mehrere apikale, sterigma-ähnliche Fortsätze wachsen, die die Konidien abspalten. Basalschnallen können ausgebildet sein oder fehlen.

## Gattungen
Die Familie besteht aus der monotypischen teleomorphen Gattung Sterigmatosporidium polymorphum (= Cuniculitrema polymorpha – früherer Name für das teleomorphe Stadium) und den anamorphen Gattungen Fellomyces und Kockovaella. Teleomorphe wurden bisher nur in Süddeutschland und der Schweiz nachgewiesen, Anamorphe sind weiter verbreitet.
- Fellomyces 11 Arten
- Kockovaella 6 Arten
- Sterigmatomyces 1 Art

## Bedeutung
Die Vertreter der Familie haben keine wirtschaftliche Bedeutung.

## Verbreitung und Ökologie
Die Pilze leben in Borkenkäfergängen in der Rinde von Nadelbäumen parasitisch auf anderen Pilzen, wahrscheinlich auf Ophiostoma- oder ähnlichen Schlauchpilz-Arten. Vertreter der Gattung Ophiostoma sind für das Ulmensterben verantwortlich.